# Кулягін Андрій Олександрович
Андрі́й Олекса́ндрович Куля́гін (1993—2014) — старший солдат Збройних сил України, механік-водій, 93-тя бригада, учасник російсько-української війни.

## Життєпис
Народився 1993 року в селі Носи Шишацького району Полтавської області. Закінчив школу у Воскобійниках; проходив строкову військову службу, по тому працював робітником у СТОВ «Воскобійники».
30 квітня 2014-го мобілізований Шишацьким районним військовим комісаріатом.
21 липня 2014 року в боях за Піски екіпаж танка, яким командував капітан 93-ї окремої механізованої бригади Лавренко Олександр Миколайович, у складі танкової роти за підтримки механізованого взводу вів бій, щоб захопити і знищити опорний пункт терористів. Діставши бойовий наказ, екіпаж танка Лавренка — до складу входили військовослужбовці за призовом навідник молодший сержант Олександр Вохромеєв та механік-водій Андрій Кулягін — у голові колони вийшов на блокпост терористів. Там танкісти потрапили в засідку, зав'язався бій. Терористи на блокпосту розмістили два танки та кулеметні розрахунки, позаду розташовані мінометна батарея та снайперські позиції.
Прямим пострілом з танка Лавренка вражено один з танків терористів, наступними пострілами знищені кулеметні розрахунки та 2 автобуси терористів. Терористи почали мінометний обстріл, екіпаж БМП-2, що йшла в колоні за танком, здійснює евакуацію поранених військовиків. Танкісти захопили блокпост і прикривали дії механізованого підрозділу й евакуаційної групи вогнем танкової гармати й кулемета.
Терористи почали контратакувати, танк капітана Лавренка першим рушив на ймовірний рубіж атаки, знищив 2 мінометні обслуги терористів та значно відірвався від основних сил.
Ухиляючись від вогню противника, бойова машина маневрувала й потрапила на фугас, Вохромєєв і Кулягін загинули. Капітан Лавренко, важко поранений, не здався ворогу та не допустив захоплення танка, підірвавши себе. Завдяки діям екіпажа вдалося не допустити контратаки підрозділу терористів «Кальміус» — це дало змогу підрозділам групи 93-ї бригади закріпитись та виконати бойове завдання.
Похований у Воскобійниках.
Без Андрія лишились батьки й двоє братів.

## Нагороди та вшанування
- 14 листопада 2014 року за особисту мужність і героїзм, виявлені у захисті державного суверенітету та територіальної цілісності України, вірність військовій присязі під час російсько-української війни, відзначений — нагороджений орденом «За мужність» III ступеня (посмертно)
- нагороджений відзнакою «Народний Герой України» (2 квітня 2017; посмертно)
- в школі у Воскобійниках відкрито меморіальну дошку Андрію Кулягіну
- почесний громадянин Шишацького району (30 березня 2016; посмертно).